# Eukiefferiella atlantica
Eukiefferiella atlantica är en tvåvingeart som först beskrevs av Stora 1936.  Eukiefferiella atlantica ingår i släktet Eukiefferiella och familjen fjädermyggor.
Artens utbredningsområde är Kanarieöarna. Inga underarter finns listade i Catalogue of Life.